# 카메라 링크
카메라 링크(Camera Link)는 내셔널 세미컨덕터의 채널 링크 인터페이스에 기반한 카메라 인터페이스 애플리케이션을 위해 설계된 유선 통신 프로토콜 표준이다. 카메라, 케이블 및 프레임 그래버를 포함한 과학 및 산업 비디오 제품을 표준화하기 위해 설계되었다. 이 표준은 글로벌 머신 비전 산업 무역 단체인 자동화 이미징 협회 또는 AIA에 의해 유지 및 관리된다.

## 전송 프로토콜
카메라 링크는 각각 직렬 7비트의 4개 링크를 가진 1~3개의 채널 링크 트랜시버 칩을 사용한다. 최소한 카메라 링크는 24 비트의 화소 데이터와 3비트의 비디오 동기화 신호를 나타내기 위해 28 비트를 사용하며, 남은 비트는 하나이다. 비디오 동기화 비트는 데이터 유효(Data Valid), 프레임 유효(Frame Valid), 라인 유효(Line Valid)이다. 데이터는 7:1로 직렬화되고, 4개의 데이터 스트림과 전용 클럭은 5개의 LVDS 쌍을 통해 구동된다. 수신기는 4개의 LVDS 데이터 스트림과 LVDS 클럭을 수신하고, 보드로 28비트와 클럭을 구동한다. 카메라 링크 표준은 이러한 28비트가 4개의 직렬화된 차분 신호 쌍을 통해 전송되도록 요구하며, 직렬화 계수는 7이다. 병렬 데이터 클럭은 데이터와 함께 전송된다. 일반적으로 7배 클럭은 PLL 또는 SERDES 블록에 의해 생성되어 직렬화된 비디오를 전송하거나 수신해야 한다. 데이터를 역직렬화하려면, 시프트 레지스터와 계수기가 사용될 수 있다. 시프트 레지스터는 각 직렬화된 비트를 하나씩 포착한 다음, 데이터 계수기가 최종 값에 도달하면 데이터를 병렬 클럭 도메인으로 내보낸다.

## 변형
카메라 링크는 전송할 수 있는 데이터 양에 따라 여러 변형이 있다. 일부 변형은 전송을 위해 두 개의 케이블이 필요하다.

### 기본 구성
"기본" 카메라 링크 구성은 단일 커넥터/케이블을 통해 신호를 전송한다. 사용되는 케이블은 LVDS 신호에 대해 3M에서 최적화한 MDR("Mini D Ribbon") 26핀 수 플러그 커넥터이다. 직렬화된 비디오 데이터를 전송하는 5개의 LVDS 쌍(24비트 데이터 및 4개 프레임/활성화 비트) 외에도 커넥터는 4개의 LVDS 개별 제어 신호와 카메라와 통신하기 위한 2개의 LVDS 비동기 직렬 통신 채널도 전달한다. 최대 칩셋 작동 주파수(85 MHz)에서 기본 구성은 2.04 Gbit/s (255 MB/s)의 비디오 데이터 처리량을 제공한다.

### 중간/전체 구성
카메라 링크 사양은 두 번째 커넥터/케이블을 통해 추가 비디오 데이터 경로를 제공하는 고대역폭 구성을 포함한다. "중간" 구성은 비디오 대역폭을 두 배로 늘려 24비트 데이터와 "기본" 구성에 있는 동일한 4개의 프레임/활성화 비트를 추가한다. 이를 통해 최대 4.08 Gbit/s (510 MB/s)의 처리량을 가진 48비트 너비의 비디오 데이터 경로를 제공한다. "전체" 구성은 데이터 경로에 16비트를 더 추가하여 64비트 너비의 비디오 경로를 만든다. 이 경로는 5.44Gbit/s (680 MB/s)를 전달할 수 있다.

### Deca 구성
일부 카메라 및 데이터 수집 하드웨어 제조업체는 카메라 링크 인터페이스 사양에 의해 부과된 한계를 넘어 인터페이스의 대역폭을 확장했다. 이러한 형식은 8개의 사용되지 않는 비트를 활용하고 8개의 중복 프레임/활성화 비트를 재할당하여 두 개의 커넥터/케이블을 통해 최대 80비트의 데이터 경로 너비를 생성하여 비디오 대역폭을 더욱 증가시킨다. 80비트 변형에 대한 합의가 업계에서 나왔으며, 호환 가능한 카메라 및 프레임 그래버는 "카메라 링크 데카"라는 용어로 판매된다. 그러나 일부 제조업체는 Deca 구성을 "Extended Full"이라고 부르며, 또 다른 제조업체는 Full Deca를 참조하면서 카메라 링크 Full이라는 용어를 그대로 사용한다. 80비트 비디오 경로는 6.8 Gbit/s (850 MB/s)를 전달할 수 있다.

## 신호 타이밍
아래 그림은 카메라 링크 전송에 사용되는 채널 링크 트랜시버 중 하나의 클럭과 하나의 데이터 라인의 상대적인 신호 타이밍을 보여준다. 데이터 워드는 클럭의 높은 위상 중간에 시작하며, 최상위 비트가 먼저 전송된다.

## 비트 할당
픽셀 값의 비트는 순서대로 직렬 송신기에 할당되지 않고, 다음 그림에 표시된 것처럼 복잡한 방식으로 순열된다. 그림은 카메라 링크 데이터 비트를 연속적으로 레이블하고, 카메라 링크 풀 사양의 일부가 아닌 8개의 추가 비트를 포함한다. (카메라 링크 표준은 데이터 비트를 문자-숫자 조합으로 표시된 8개의 8비트 포트로 나눈다. 그러나 항상 1대1로 일치하지 않는 색상 채널에 동일한 문자-숫자 조합을 사용하여 이 표기법이 모호해진다.)
이 그림의 상단 절반은 두 개의 물리적 인터페이스와 두 개의 케이블이 필요한 중간 및 전체 구성에만 해당한다. 중간에 있는 두 개의 직사각형은 케이블을 나타내며, 각 신호의 커넥터 핀이 양쪽에 인쇄되어 있다.
트랜시버의 왼쪽에는 해당 채널 링크를 통해 전송되는 픽셀 데이터 비트 목록이 LSB에서 MSB 순서로 인쇄되어 있다. 문자 L, F, D는 각각 라인 동기화(Line Sync), 프레임 동기화(Frame Sync), 데이터 유효(Data Valid) 비트를 나타낸다. 밑줄은 사용되지 않는 여유 비트를 나타낸다. 그림에서 사용된 0부터 71까지의 비트에 픽셀 데이터 비트가 어떻게 할당되는지는 여전히 설명해야 한다. 회색조 픽셀의 경우, 이는 단순한 1대1 매핑이다. 색상당 8비트의 배수를 가진 색상 픽셀의 경우, 색상은 단순히 빨강, 초록, 파랑 순서로 연결된다(LSB에서 MSB). 12비트 RGB 데이터의 경우, 각 색상의 하위 8비트는 데이터 비트 0-7, 16-23, 32-39에 할당된다. 각 색상의 상위 4비트는 비트 8-11, 12-15, 40-43에 할당된다.

## 케이블 및 커넥터
표준은 카메라 링크에 사용할 26핀 미니어처 델타 리본 커넥터(MDR-26)를 규정한다. 축소된 변형인 SDR-26은 표준 버전 1.2부터 허용된다. 커넥터 핀 할당은 이전 섹션의 큰 그림에 나와 있다. 커넥터 핀아웃은 다음과 같다.
일치하는 차동 쌍은 커넥터의 반대편에 의도적으로 배치되며, 케이블의 다른 끝에서 다른 커넥터 측면에 배치된다. 이것은 커넥터가 PCB에 수직으로 장착되어 발생하는 스큐를 방지한다.
카메라 링크 케이블은 차폐된 트위스트 페어 케이블이다. 표준은 차동 쌍이 개별적으로 차폐되어야 하며, 케이블 전체에 두 개의 차폐가 있어야 한다고 명시한다. 일부 회사는 카메라 데이터보다 느린 신호를 전달하는 두 개의 직렬 인터페이스 신호 쌍을 차폐하지 않아 비용을 절감한다. 이러한 케이블은 카메라 끝과 그래버 끝이 하나씩 있으며, 반대로 사용할 수 없고, 중간 또는 전체 구성에서 두 번째 케이블로 사용할 수 없다.

## 인터페이스 표준 사양
카메라 링크 표준은 AIA에서 관리한다. 카메라 링크 인터페이스 표준(1.0)은 2000년 10월에 출시되었다. 1.1 개정판은 2004년 1월에 채택되었으며, 확장된 소프트웨어 기능 지원이 추가되었다. 표준 위원회는 2007년 1월에 버전 1.2를 채택하여 미니 SDR("Shrunk D Ribbon") 커넥터(SDR-26)와 카메라 링크를 통한 전원 공급(POCL)을 도입했다. 개정판 1.2의 부록 D는 표준에 기계적 및 전기적 설명, 특히 케이블 성능을 추가한다. 개정판 1.2의 부록 E는 POCL 장비 요구 사항을 나열한다. 카메라 링크 2.0은 2011년 11월에 출시되었다.

## 같이 보기
- 채널 링크
- 자동화 이미징 협회
- GigE vision
- 장치 대역폭 목록
- 낮은 전압 차분 신호 (LVDS)
- CoaXPress